# هی جود
هی جود (به انگلیسی: Hey Jude) ترانه‌ای از گروه راک بریتانیایی، بیتلز است که توسط پل مک‌کارتنی نوشته شده است، اما به نام لنون-مک‌کارتنی ثبت شده است. این ترانه از ترانه دیگری به نام «هی جولز» (به انگلیسی: Hey Jules) منشا گرفت که مک‌کارتنی آن ترانه را برای آرام کردن فرزند جان لنون در حین طلاق گرفتن پدر و مادرش نوشته بود. ترانه هی جود در آگوست سال ۱۹۶۸ به عنوان اولین تک‌آهنگ گروه بیتلز از ترانه سرای اپل رکوردز منتشر شد. این ترانه که بیش از هفت دقیقه طول دارد، در زمان خودش طولانی‌ترین ترانه تا آن زمان در جدول تک‌آهنگ‌های بریتانیا بود که در صدر جدول قرار داشت. همچنین این ترانه به مدت نه هفته هم در ایالات متحده در صدر جدول قرار گرفت و در بین تک‌آهنگ‌های بیتلز، این طولانی‌ترین زمان محسوب می‌شود و علاوه بر آن این ترانه به رکورد «بیشترین ماندن در صدر جدول» دست یافت تا اینکه این رکورد توسط ترانه «تو به زندگی من روشنی می‌بخشی» از دبی بون شکسته شد. از تک‌آهنگ هی جود تقریباً هشت میلیون نسخه به فروش رسید و همواره توسط منتقدین حرفه‌ای در فهرست بهترین ترانه‌های همه دوران‌ها قرار داده می‌شود.